# 欧州自由民主同盟
欧州自由民主同盟（おうしゅうじゆうみんしゅどうめい、欧州自由民主連盟とも、英: Alliance of Liberals and Democrats for Europe group、ALDE）は、欧州規模の政党である欧州自由民主改革党と欧州民主党の連合体。2019年の欧州議会総選挙後にフランスのマクロン大統領の出身政党である共和国前進と合流し、欧州刷新（英: Renew Europe Group）に改称した。ALDEはかつて欧州議会の院内会派を結成していたほか、欧州連合の地域委員会、欧州評議会議員会議、北大西洋条約機構（NATO）議員会議内でも政治グループを作り活動していた。これらのグループは独立系に分類される。
国際組織は、欧州自由民主改革党が自由主義インターナショナルに加盟している。

## 欧州議会における欧州自由民主同盟
欧州議会における政治会派「欧州自由民主同盟」は院内において自由主義・中道主義のグループとして位置づけられている。この会派は上述のとおり、欧州自由民主改革党と欧州民主党という2つの欧州規模の政党に所属する議員で形成されている。
欧州自由民主同盟グループの歴史は、欧州議会の前身である欧州石炭鉄鋼共同体の共同総会が初めて開かれた1952年9月にまでさかのぼることができ、現存するもっとも古い3つの会派の1つである。自由主義系会派として正式に設立されてから、欧州連合に新規加盟国が加盟するたびのその国の中道主義系の政党を受け入れて拡大し、またその拡大のなかで会派名を改めてきた。
欧州議会において欧州自由民主同盟グループは第3会派となっており、2004年から2009年にかけては、議会全体の過半数を構成するための連携、いわゆる大連立には参加しなかった。ただし1999年から2004年にかけては欧州人民党・欧州民主主義グループと大連立を形成し、この提携によってパット・コックスを議長とすることができた。

## 沿革
欧州自由民主連盟グループは、欧州議会の前身である欧州石炭鉄鋼共同体の共同総会の初会合が開かれた1952年9月10日まで、その歴史をさかのぼることができる。その後、1953年6月23日に「自由主義・連帯グループ」という名称で、会派として正式に発足する。
共同総会が欧州議会と呼ばれるようになったころ、1965年1月21日にフランスのゴーリスト党が会派を離脱し、また新規加盟国の自由主義・中道系政党を受け入れるのにあわせて会派名を改めていった。1976年には「自由民主グループ」、1985年12月13日には「自由民主改革グループ」と改めていき、1994年には同名の欧州規模の政党にあわせる形で「欧州自由民主改革党グループ」となった。
1999年、欧州自由民主改革党グループは欧州人民党・欧州民主主義グループと大連立を形成して連携することとなった。連立を形成した会派間では欧州議会の議長職を分け合うこととなっており、2002年1月15日にパット・コックスが5年間である欧州議会の任期の後半の議長を務めることとなった。この大連立は2004年の選挙後は解消された。
2004年7月13日、欧州自由民主改革党グループはフランソワ・バイルのフランス民主連合、リトアニアの労働党、イタリアのマルゲリータが設立した、中道・社会自由主義系の欧州規模の政党である欧州民主党に所属する欧州議会議員と合流するという提案を承認した。この合流により、2004年7月20日、欧州議会の外部において欧州自由民主改革党と欧州民主党とで結成された連合体の名称にあわせて、「欧州自由民主同盟グループ」に改称した。欧州自由民主同盟グループとしての初代会派代表には、イギリスの自由民主党に所属するグラハム・ワトソンが就任した。

### 綱領
1. 連合の伝統を通しての平和の推進 through a Union in the federal tradition
2. 経済と政治におけるギャップを埋め、欧州連合をグローバル社会における主要勢力とするMaking the EU a global player bridging the gap between its economic and political dimension
3. 欧州連合の開放・民主化
4. 全欧州市民の基本権保障
5. すべてのレベルにおける教育の推進
6. ユーロ導入後の経済的ガバナンス強化
7. 不正と、不要な官僚制の根絶
8. 国際社会の環境保護政策における欧州の優位
9. すべての人のためのグローバリゼーション
10. ヨーロッパにおける地域の確実な認知と強化

### 参加政党・議員
| 国               | 国内政党                     | 欧州規模の政党   | 議員数 |
| ---------------- | ---------------------------- | ---------------- | ------ |
| オーストリア     | Angelika Werthmann（無所属） | none             | 1      |
| ベルギー         | フランデレン自由民主党       | ELDR             | 3      |
| ベルギー         | 改革運動                     | ELDR             | 2      |
| ブルガリア       | 安定と進歩のための国民運動   | ELDR             | 2      |
| ブルガリア       | 権利と自由のための運動       | ELDR             | 3      |
| チェコ           | ANO 2011                     | ELDR             | 3      |
| デンマーク       | ヴェンスタ                   | ELDR             | 3      |
| エストニア       | エストニア改革党             | ELDR             | 1      |
| エストニア       | 無所属                       | ELDR             | 2      |
| フィンランド     | フィンランド中央党           | ELDR             | 3      |
| フィンランド     | スウェーデン人民党           | ELDR             | 1      |
| フランス         | 民主運動                     | EDP              | 5      |
| フランス         | CAP21                        | none             | 1      |
| ドイツ           | 自由民主党                   | ELDR             | 12     |
| ギリシャ         | 民主連合                     | ELDR             | 1      |
| アイルランド     | フィアナ・フォイル           | ELDR             | 3      |
| アイルランド     | マリアン・ハーキン（無所属） | EDP              | 1      |
| イタリア         | 価値あるイタリア             | ELDR             | 5      |
| イタリア         | Vincenzo Iovine（無所属）    | ELDR             | 1      |
| ラトビア         | ラトビア第一党・ラトビアの道 | ELDR             | 1      |
| リトアニア       | 労働党                       | EDP              | 1      |
| リトアニア       | リトアニア共和国自由運動     | ELDR             | 1      |
| ルクセンブルク   | 民主党                       | ELDR             | 1      |
| オランダ         | 自由民主国民党               | ELDR             | 3      |
| オランダ         | 民主66                       | ELDR             | 3      |
| ルーマニア       | 国民自由党                   | ELDR             | 5      |
| スロバキア       | 人民党・民主スロバキア運動   | EDP              | 1      |
| スロベニア       | スロベニア自由民主党         | ELDR             | 1      |
| スロベニア       | ザレス                       | ELDR             | 1      |
| スペイン         | カタルーニャ民主集中         | none             | 1      |
| スペイン         | バスク民族主義党             | EDP              | 1      |
| スウェーデン     | 自由党                       | ELDR             | 3      |
| スウェーデン     | 中央党                       | ELDR             | 1      |
| イギリス         | 自由民主党                   | ELDR             | 12     |
| 小計 (ELDR)      | 小計 (ELDR)                  | 小計 (ELDR)      | 74     |
| 小計 (EDP)       | 小計 (EDP)                   | 小計 (EDP)       | 9      |
| 小計（そのほか） | 小計（そのほか）             | 小計（そのほか） | 3      |
| 合計             | 合計                         | 合計             | 86     |

- ELDR - 欧州自由民主改革党
- EDP - 欧州民主党